# Donato Gama da Silva
Donato Gama da Silva (Río de Janeiro, Brasil, 30 de diciembre de 1962) es un exfutbolista español, de origen brasileño, que jugaba en la posición de mediocentro o defensa central. Es el 2.º jugador nacido fuera de España que más partidos ha disputado en la Primera División de España tras el argentino Lionel Messi,y el quinto con más partidos oficiales disputados en la historia del Deportivo de La Coruña, último equipo para el que jugó.

## Trayectoria
Llegó a España en 1988, desde el club brasileño Club de Regatas Vasco da Gama, en el cual había obtenido tres campeonatos cariocas en 1982, 1987 y 1988. Su primer equipo en España fue el Atlético de Madrid y, después de 5 grandes temporadas, fue fichado por el Deportivo de la Coruña junto con su compañero Alfredo Santaelena. Al principio su fichaje fue muy criticado por la afición deportivista, debido a que venía lesionado y ya con 30 años.
El año de su llegada al Deportivo, Mauro Silva se lesiona y Donato empieza a jugar de mediocampista defensivo, donde fue titular toda la temporada, además de convertirse en el tirador de penaltis del equipo, marcando más de 25 goles de esta forma. Con la vuelta de Mauro Silva y la salida de Alberto Albístegui, tomó un cariz más defensivo y pasó a liderar el centro de la defensa junto con Voro, José Luis Ribera y Miroslav Đukić. A pesar de ocupar la posición de defensa, marcó muchos goles, casi 10 por temporada. Las lesiones le respetaron bastante y siempre rindió para el equipo, llegando incluso a jugar un partido como portero.
Logró el gol que abrió el camino del triunfo en el partido Depor–Espanyol que dio al equipo gallego los últimos puntos necesarios para proclamarse Campeón de la Primera División española por primera vez en su historia.
Podía jugar como central o mediocentro defensivo por delante de la defensa, posiciones donde sacó el máximo partido a sus cualidades. Era fuerte, agresivo y luchador, además de técnico y con visión de juego. Sabía dirigir al equipo desde el centro del campo y poseía un durísimo disparo que le proporcionó un gran número de goles. Con el Deportivo logró algunos de los goles más hermosos del equipo, destacando el realizado al Athletic Club gracias a un disparo desde 52 metros.
Se retiró con 40 años siendo el jugador de más edad en marcar en Primera División y el jugador nacido fuera de España que más partidos ha disputado.

## Tras su retirada
Posee el carnet de entrenador nacional y ha entrenado al juvenil del conjunto coruñés del Montañeros en la temporada 2008-2009.
Después de estar apartado del mundo del fútbol durante varios años, en 2015 se confirma su fichaje como entrenador del Viveiro Club de Fútbol, equipo que juega en el Grupo Norte de la Preferente Autonómica de Galicia. Sólo dos meses después de llegar al equipo celeste, el 5 de enero de 2016, la directiva del club anuncia su despido al no cumplir los objetivos deseados en la lucha por el ascenso, con la intención de ahorrar costes para destinarlos al presupuesto de la siguiente campaña. El brasileño, agradecido al club por la experiencia pero sorprendido por la decisión, declaró que «ficharon jugadores cuando yo no los pedí, dije que con la plantilla que había era más que suficiente y ahora me echan porque no les salen las cuentas». También señaló la gestión del equipo como la culpable de los malos resultados, al decir que «el equipo está tenso, quizás por la presión que pone la directiva. Yo chocaba con el director deportivo Luis Del Río porque creo que no se deben hacer las cosas así».

## Selección nacional
En 1990 obtuvo la nacionalidad española y fue internacional con la Selección de fútbol de España. Además fue convocado en una ocasión por la selección de fútbol de Brasil para jugar un amistoso ante Dinamarca, a la que no acudió porque tenía que jugar un compromiso de Copa del Rey con el Atlético de Madrid.
Fue internacional absoluto en 12 ocasiones con la camiseta de España. Participó en la Eurocopa 1996. Su debut con la selección fue el 16 de noviembre de 1994, en un España-Dinamarca (3-0), donde jugó el partido completo y marcó el segundo gol español.

### Participaciones en Eurocopas
| Eurocopa      | Sede       | Resultado        |
| ------------- | ---------- | ---------------- |
| Eurocopa 1996 | Inglaterra | Cuartos de final |

## Clubes
| Club                   | País   | Año       | Partidos | Goles |
| ---------------------- | ------ | --------- | -------- | ----- |
| Vasco da Gama          | Brasil | 1980-1988 |          |       |
| Atlético de Madrid     | España | 1988-1993 | 176      | 11    |
| Deportivo de La Coruña | España | 1993-2003 | 363      | 45    |

## Palmarés

### Campeonatos regionales
| Título             | Club                          | Sede           | Año  |
| ------------------ | ----------------------------- | -------------- | ---- |
| Campeonato Carioca | Club de Regatas Vasco da Gama | Río de Janeiro | 1982 |
| Campeonato Carioca | Club de Regatas Vasco da Gama | Río de Janeiro | 1987 |
| Campeonato Carioca | Club de Regatas Vasco da Gama | Río de Janeiro | 1988 |

### Campeonatos nacionales
| Título              | Club                    | País   | Año  |
| ------------------- | ----------------------- | ------ | ---- |
| Copa del Rey        | Club Atlético de Madrid | España | 1991 |
| Copa del Rey        | Club Atlético de Madrid | España | 1992 |
| Copa del Rey        | Deportivo de La Coruña  | España | 1995 |
| Supercopa de España | Deportivo de La Coruña  | España | 1995 |
| Liga                | Deportivo de La Coruña  | España | 2000 |
| Supercopa de España | Deportivo de La Coruña  | España | 2000 |
| Copa del Rey        | Deportivo de La Coruña  | España | 2002 |
| Supercopa de España | Deportivo de La Coruña  | España | 2002 |